# سی‌دابلیو
شبکهٔ تلویزیونی سی‌دابلیو (به انگلیسی: Th CW Television Network) یک شبکه آمریکایی است که در ۱۸ سپتامبر ۲۰۰۶ با سرمایه‌گذاری دو شرکت سی‌بی‌اس (به انگلیسی: CBS) و برادران وارنر (به انگلیسی: Warner Brothers) است؛ نام این شبکه برگرفته از حروف اول دو واژهٔ CBS و Warner Brothers است که به‌صورت CW در می‌آید، این شبکه هنگامی ایجاد شد که دو شبکهٔ مشهور دابلیو بی (The WB) و یوپی‌ان (UPN) با هم ادغام شدند، به‌گفتهٔ رئیس سابق این شبکه دان آستروف دارای سریال‌ها و برنامه‌هایی مناسب مردم ۱۳ تا ۳۴ ساله است، این شبکه سازندهٔ سریال‌های مشهوری همچون ریوردیل، سوپرنچرال، شایعات دختر، خاطرات خون‌آشام، اصیل‌ها، پیکان، فلش، ۱۰۰ نفر نیکیتا، میراث، واکر، وینچسترها، شوالیه های گاتهام است.